# 达芬奇陨击坑
达芬奇陨击坑（Da Vinci）是位于火星奥克夏沼区的一座撞击坑，中心坐标为北纬1.5度、西经39.3度，直径96公里，其名称取自列奥纳多·达·芬奇，1973年被国际天文学联合会正式批准接受。

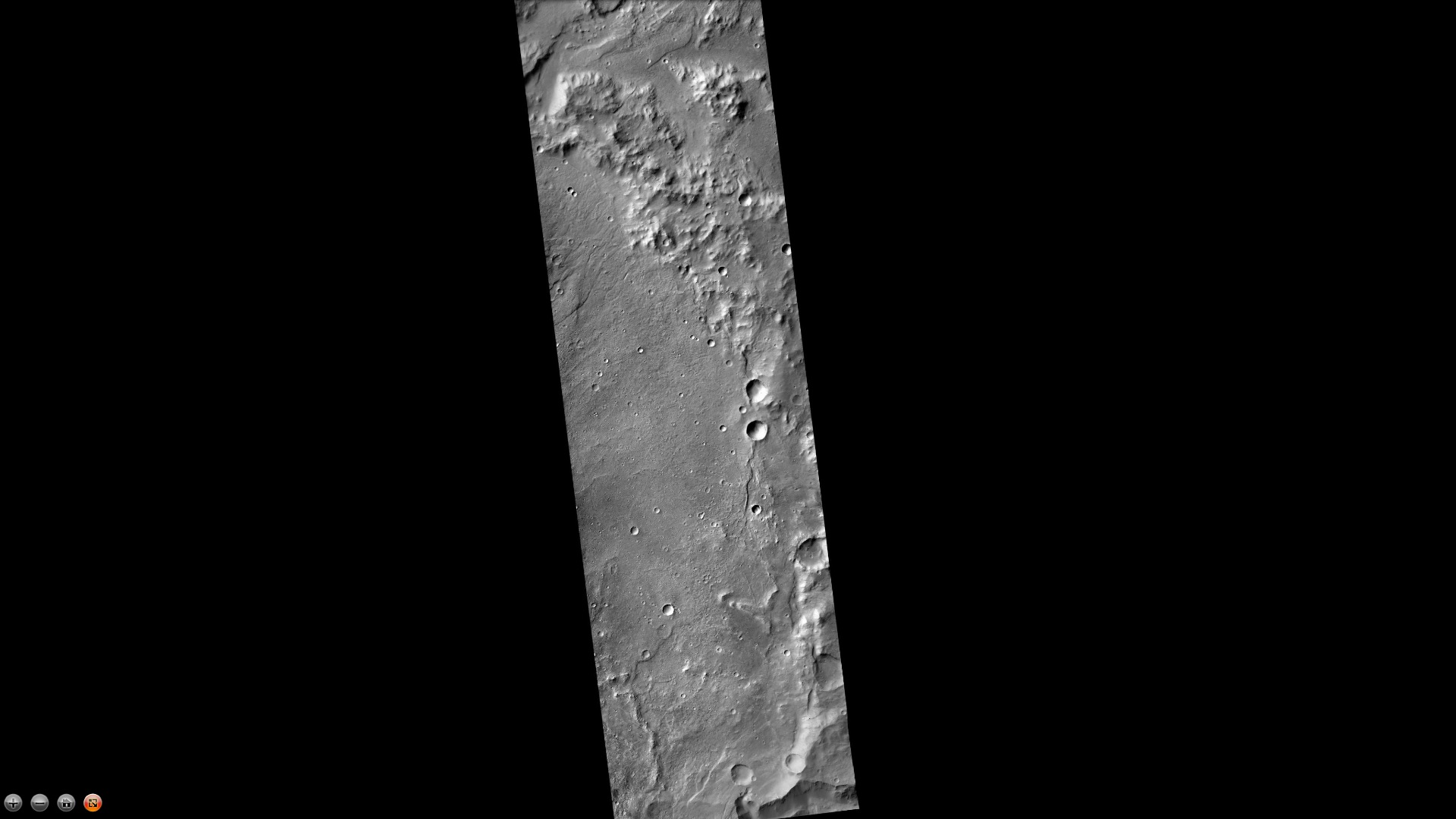
火星勘测轨道飞行器背景相机拍摄的达芬奇陨击坑照片

## 另请查看
- 火星撞击坑